# Sylwia Gruchała
Sylwia Gruchała (Gdynia, 6 de novembro de 1981) é uma esgrimista polaca de florete, medalhista olímpica de prata e bronze.

## Biografia
Sylwia Gruchała conquistou cinco medalhas mundiais, todas por equipes. Sendo elas, uma medalha de bronze, em 1998; duas pratas (1999 e 2002) e duas de ouro, em 2003 e 2007. Além de uma medalha olímpica de prata nos jogos de Sydney, em 2000, bem como um bronze nos jogos de Atenas.
Ela é uma soldada no 3º Batalhão de Apoio ao Comando das Forças da Terra da Polônia estacionado em Varsóvia. Gruchała também é parte da equipe de Leon Paul. Em 2009, ela posou para a revista polaca erótica CKM.

## Honrarias
Por suas conquistas na esgrima, ela recebeu:
- Cruz do Mérito Dourada, em 2000;
- Cruz de Cavaleiro da Ordem da Polonia Restituta (5ª Classe), em 2004.